# 胡安·卡洛斯一世號戰略投射艦
胡安·卡洛斯一世号（西班牙語：Juan Carlos I (L-61)）是西班牙海军旗下一艘融合了直升機航空母艦、船塢登陸艦、輕型航空母艦等多用途的兩棲突擊艦，由西班牙國營造船集團纳凡蒂亚（Navantia）承造的該艦，是以「戰略投射艦」（Buque de Proyección Estratégica，英語：Strategic Projection Ship, SPS ）作為其定位。胡安·卡洛斯一世号具有直通飞行甲板和舰艏的滑跳起飛甲板，适合讓战机進行垂直（短距）起降，可作为海鹞II式以及未来的F-35B战机之起降平台，此外艦尾設有塢艙，可裝四到六艘機械化登陸艇進行水面登陸作戰。该舰得名于西班牙遜位国王胡安·卡洛斯一世。

## 同型号两栖登陆舰比较
|              |            | 胡蜂級兩棲突擊艦       | 美利堅級兩棲突擊艦      | 075型两栖攻击舰          | 076型两栖攻击舰          | 第里雅斯特級兩棲突擊艦   | 胡安·卡洛斯一世号                    | 西北風級兩棲突擊艦          |
| ------------ | ---------- | ---------------------- | ----------------------- | ------------------------ | ------------------------ | ------------------------ | ------------------------------------ | --------------------------- |
| 船体         | 満載排水量 | 41,150 吨              | 45,693 吨               | 40,000 吨                | 45,000 吨                | 38,000 吨                | 27,082 吨                            | 21,500 吨                   |
| 船体         | 全長       | 257米                  | 257米                   | 232 米                   | 252.3米                  | 245 米                   | 230.8 米                             | 199米                       |
| 船体         | 全幅       | 31.8米                 | 32米                    | 36.8米                   | 45米                     | 36米                     | 32米                                 | 32米                        |
| 动力         | 方式       | 蒸氣動力               | 柴电-燃气交替           | 全柴联合                 | 全电推进                 | 柴燃交替＋电力推动       | 全电推进                             | 柴电动力                    |
| 动力         | 动力       | 70,000 hp              | 70,000 hp               | 64,000 hp                | 105,000 hp               | 102,000 hp               | 29,500 hp                            | 19,040 shp                  |
| 动力         | 速力       | 22 节                  | 22 节                   | 23 节                    | 24 节                    | 25 节                    | 19.5 节                              | 18.8 节                     |
| 武器         | 火炮       | 方陣近迫武器系統×3     | 方陣近迫武器系統×2      | H/PJ-11近迫武器系統×2    | H/PJ-11近迫武器系統×3    | Mk 75 76公釐艦炮×3       | 20mm M693 F2機炮×4                   | 30毫米機炮×2                |
| 武器         | 火炮       | 12.7毫米重機槍×7       | 12.7毫米重機槍×7        | H/PJ-11近迫武器系統×2    | H/PJ-11近迫武器系統×3    | 25毫米機炮×3             | 12.7mm重機槍×2                       | 12.7mm重機槍×4              |
| 武器         | 导弹       | RAM 21联装发射器×2     | ESSM 8联装发射器×2      | 海红旗-10 18联装发射器×2 | 海红旗-10 18联装发射器×3 | VLS×16 （Aster 或 CAMM） | -                                    | SIMBAD 2联装发射器×2        |
| 武器         | 导弹       | RAM 21联装发射器×2     | RAM 21联装发射器×2      | 海红旗-10 18联装发射器×2 | 海红旗-10 18联装发射器×3 | VLS×16 （Aster 或 CAMM） | -                                    | SIMBAD 2联装发射器×2        |
| 航空運用機能 | 飛行甲板   | 全通（兼容短距起降）   | 全通（兼容短距起降）    | 全通                     | 全通（电磁弹射起飞）     | 全通（舰艏部分滑跳起飞） | 全通（舰艏部分滑跳起飞）             | 全通                        |
| 航空運用機能 | 舰載機数   | F-35B×6                | F-35B×6                 | 直升機×30                | 无侦-10                  | F-35B×4-8                | AV-8B×10 ※F-35B（未来计划）          | 直升机ー×16                 |
| 航空運用機能 | 舰載機数   | 直升機×24              | 直升機×24               | 直升機×30                | 攻击-11                  | 直升機×6-9               | 直升機×12                            | 直升机ー×16                 |
| 登陆运送功能 | 登陆艇     | 70吨LCU×2 或LCAC-1級×3 | 無                      | LCAC×2或3                | 多艘LCAC                 | 70吨LCU×4 或LCAC-1級×1   | LCM-1E型×4和複合艇×4〜6 或LCAC-1級×1 | LCM×8艇 LCU×2艇或LCAC-1級×2 |
| 登陆运送功能 | 登陸部隊   | 約1,900名              | 約1,900名               | 約1,600名                | 1,000名+                 | 1,043名                  | 902名                                | 短期:900名 長期:400名       |
| 同型艦数     | 同型艦数   | 7艘服役 1艘退役        | 订购9艘 2艘服役 2艘建造 | 4艘服役                  | 1艘海试                  | 1艘                      | 1艘（準同型3艘）                     | 3艘（準同型2艘）            |

## 外銷

### 澳大利亚
澳大利亞海軍於2007年6月20日宣佈將會裝備此型艦隻。首艦被命名為「堪培拉號」，已於墨爾本下水舾裝，于2014年底交付澳洲海軍服役。二號艦被命名為「阿德萊德號」，于2015年底服役於澳洲海軍。澳洲本地船廠將會承擔55%的建造工作，其餘將由西班牙廠方完成。

### 土耳其
2013年12月時，土耳其國防工業局（SSM）次長宣布將委託該國私人造船廠塞德夫（Sedef Gemi İnşaatı）與纳凡蒂亚合組的團隊，以胡安·卡洛斯一世號為基礎建造一艘土耳其自製的兩棲攻擊艦，以作為該國海軍的新旗艦。此案是土耳其的兩棲平台船塢艦建造計畫（Landing Platform Dock Project）的一部份，該計畫涵蓋了一艘兩棲攻擊艦、四艘機械化登陸艇、27輛兩棲攻擊車輛與其他輔助設備的建造。2015年5月，土耳其政府正式與承造廠商敲定約10億美元的合約金額，新艦預計在2021年時成軍，使土耳其成為繼西班牙與澳洲之後，第三個使用此級船艦的國家。2019年5月4日，阿纳多卢号两栖攻击舰于伊斯坦布尔下水。

## 圖集

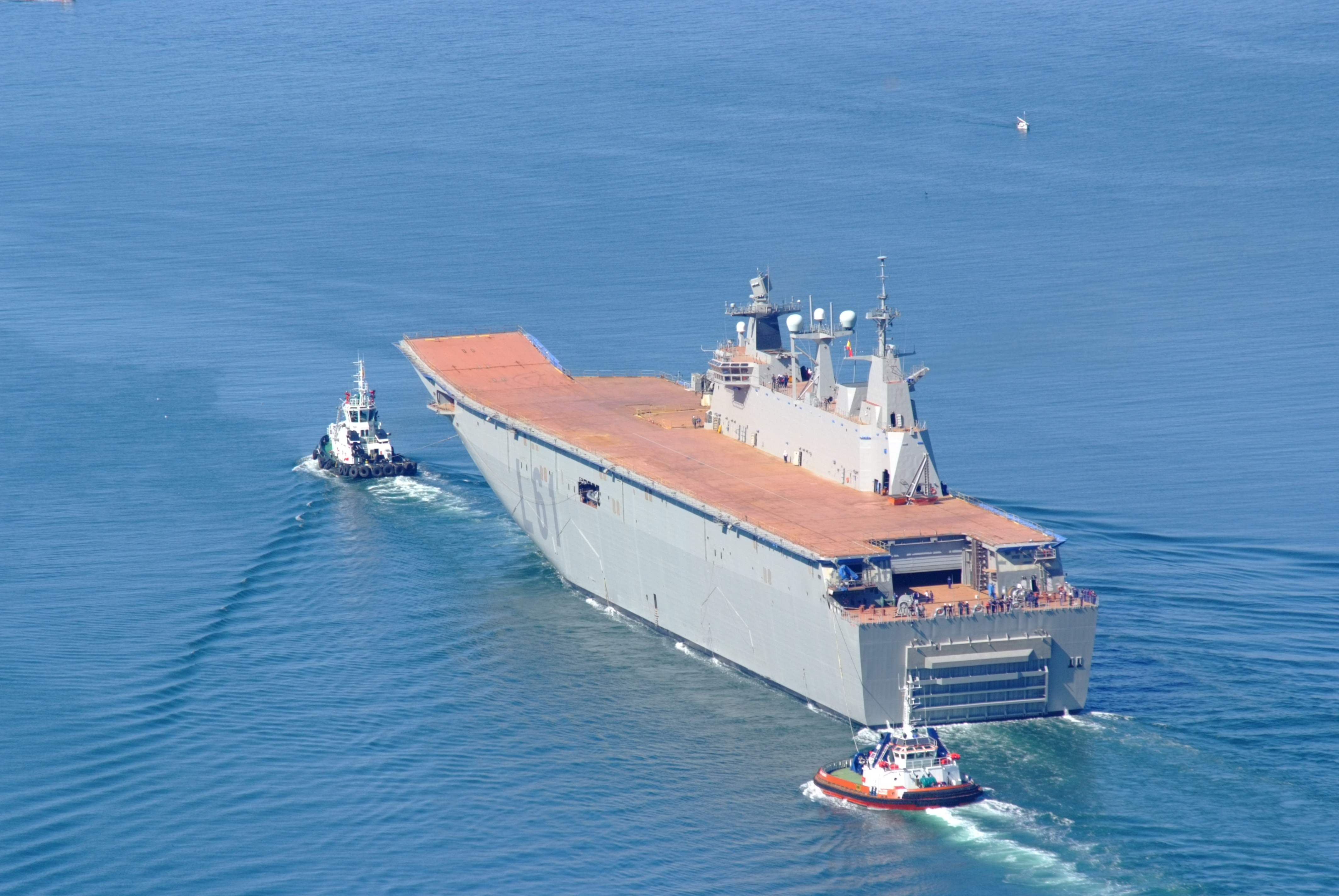
2009年半完工狀態
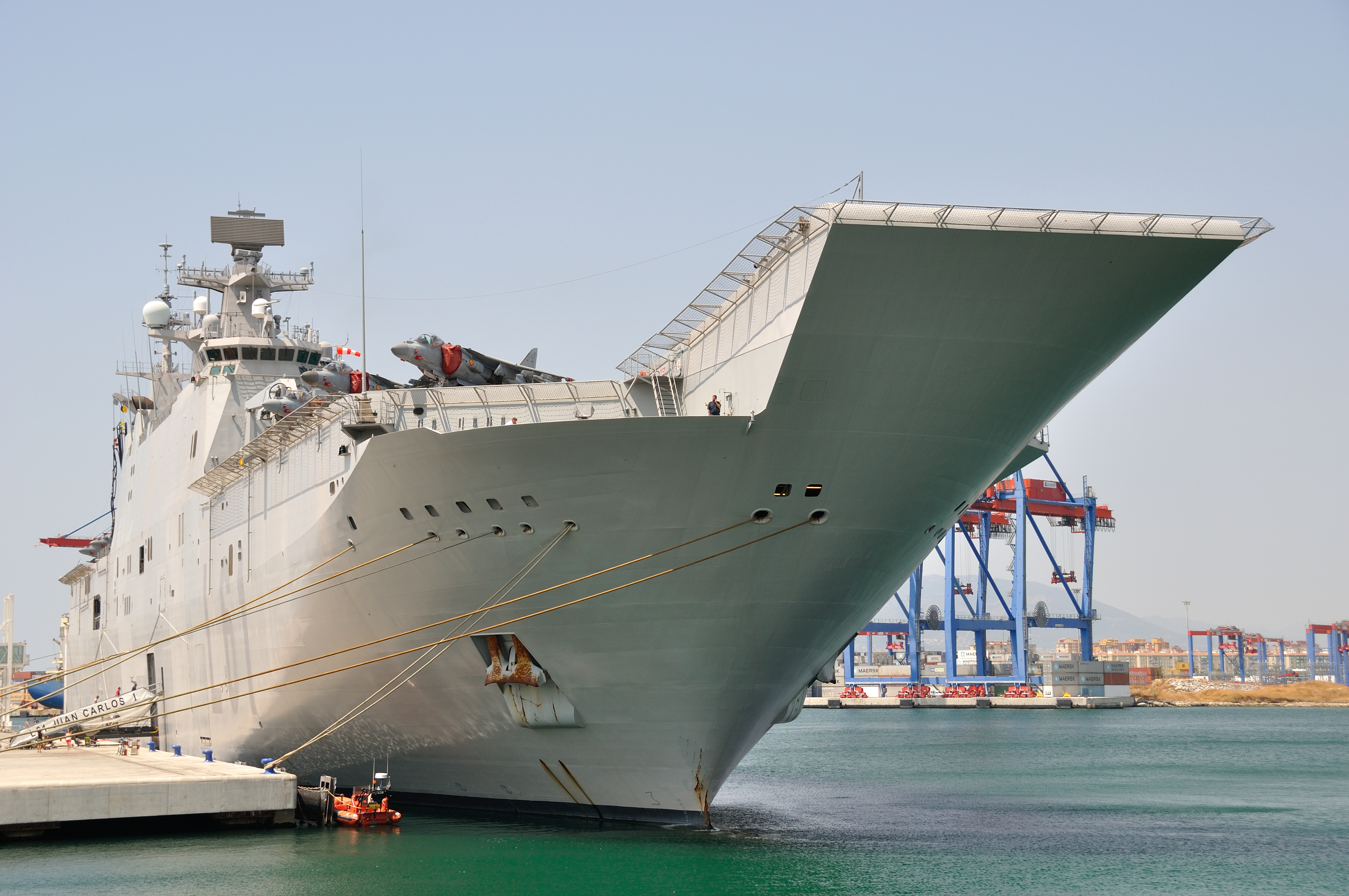
艦首
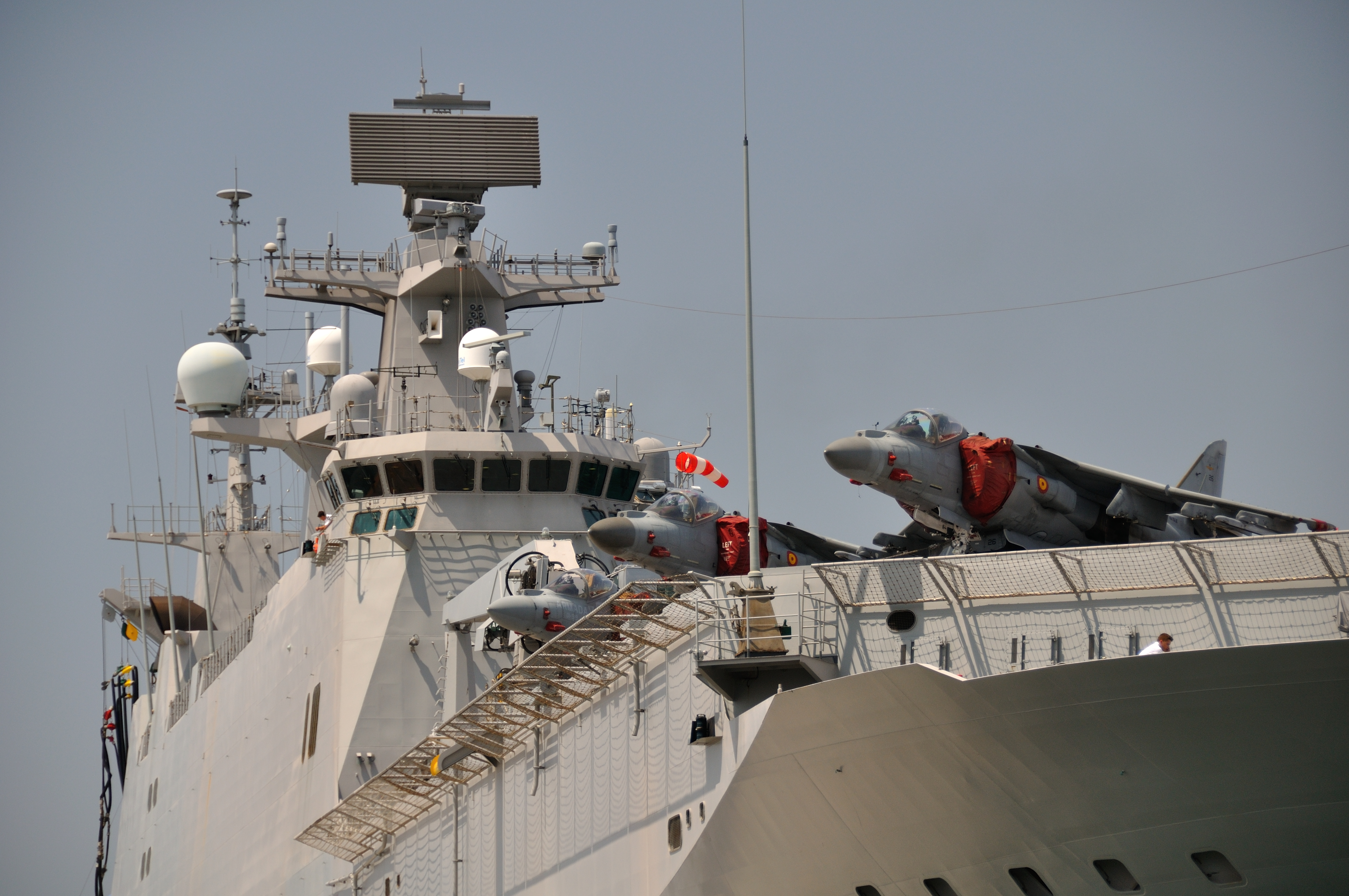
海獵鷹戰機
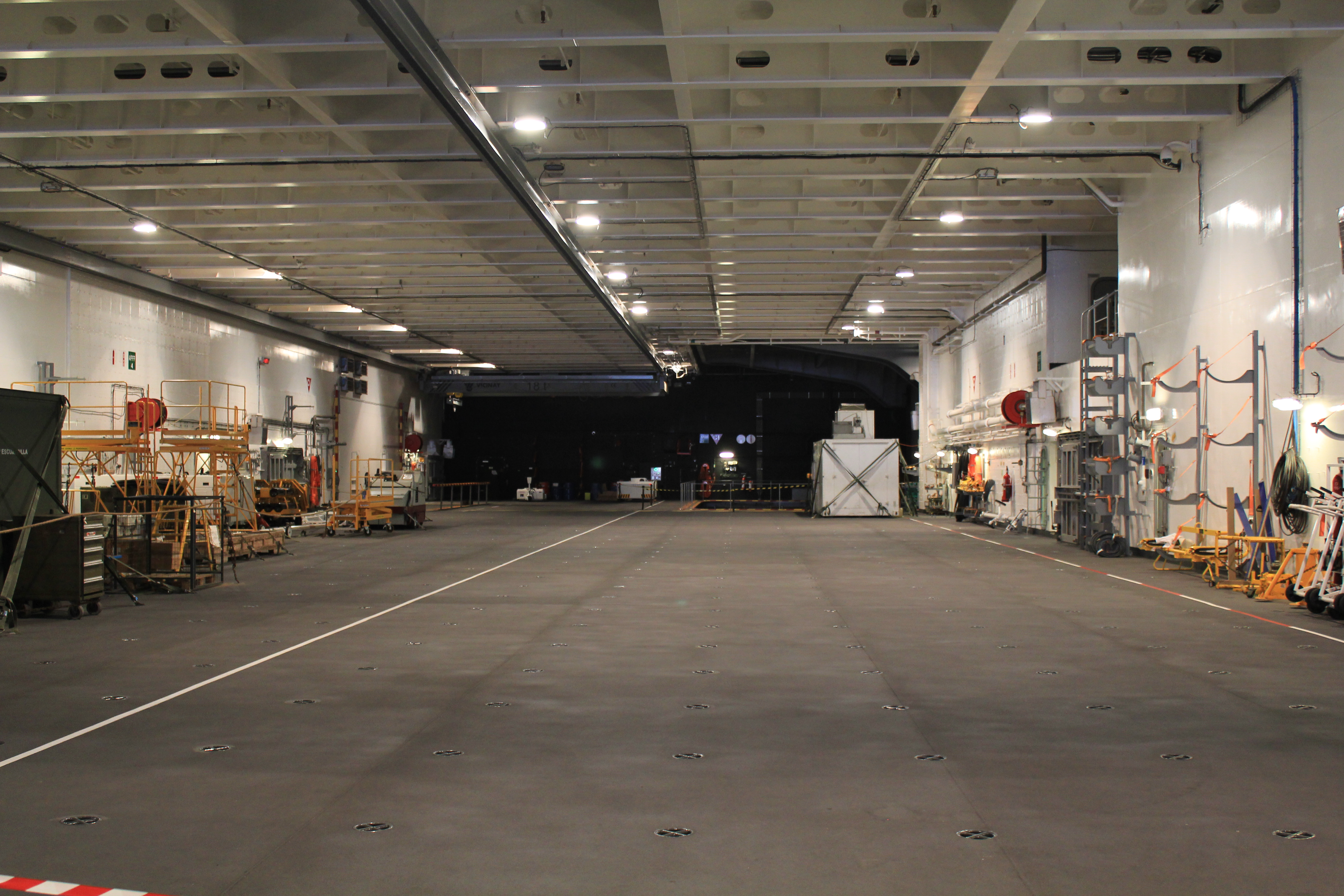
機庫
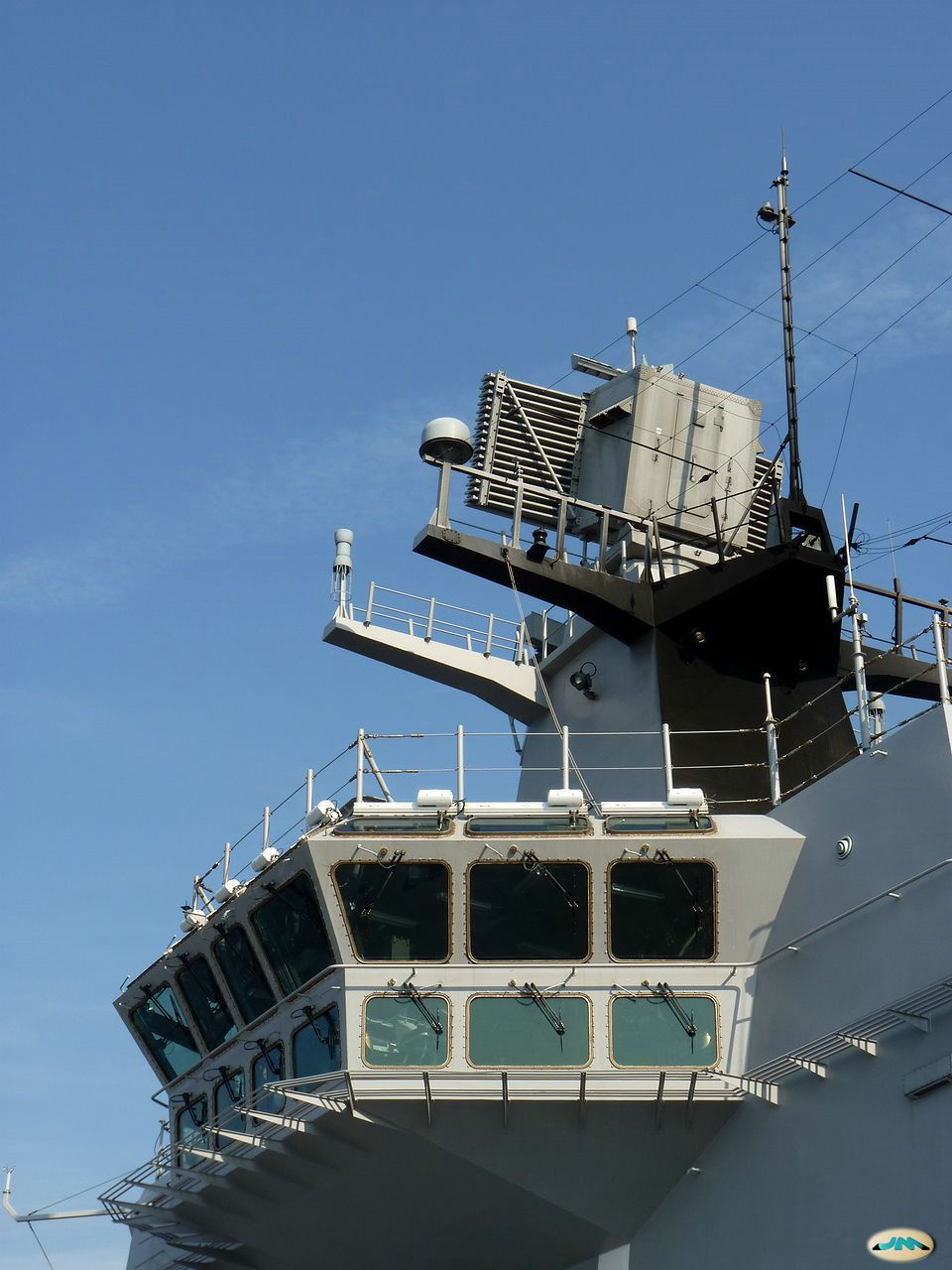
艦橋
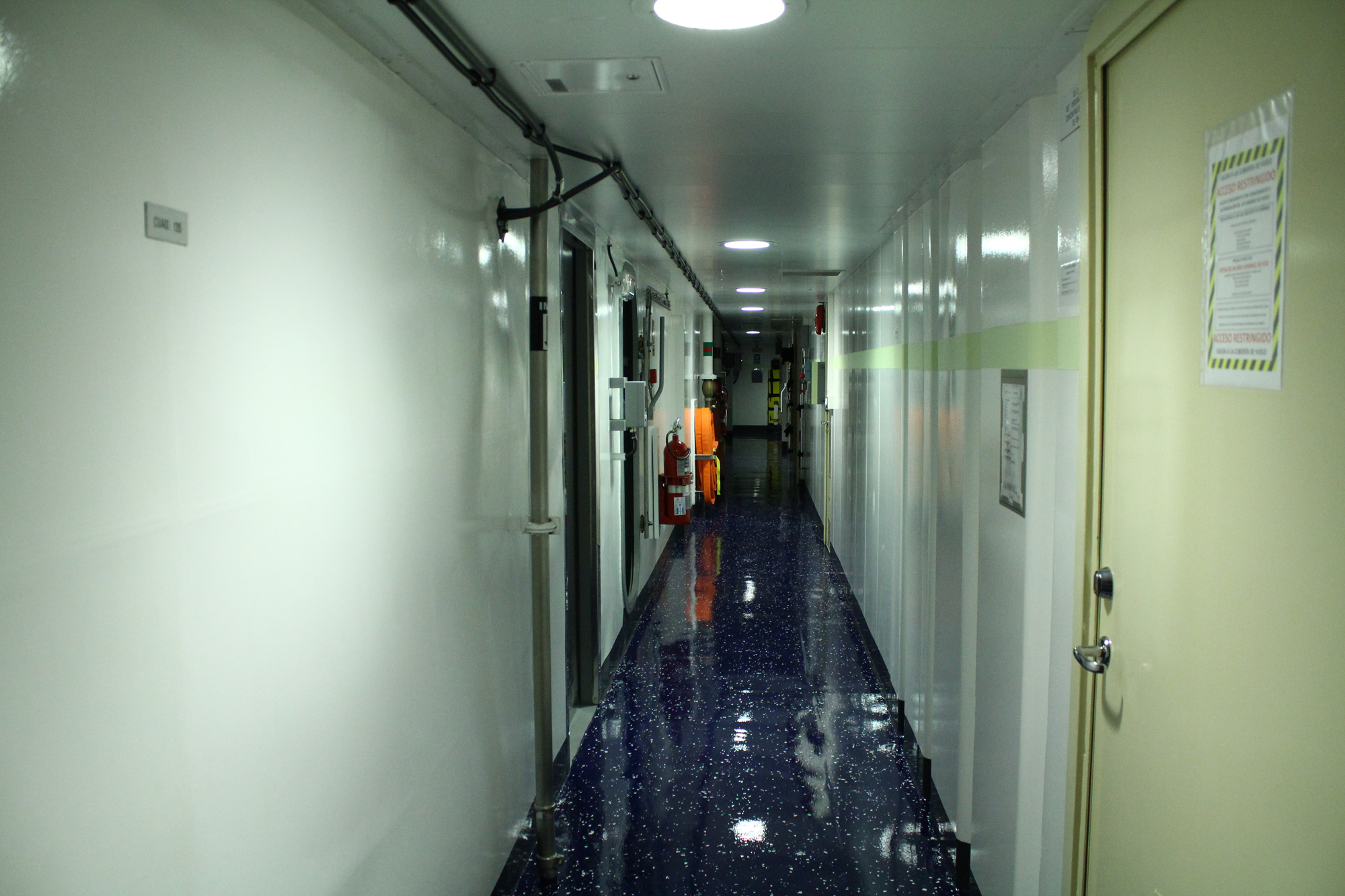
船艙

## 資料來源
1. ↑  .   [2013-01-07]. （原始内容存档于2019-04-13）.
2. ↑  Ministerio de defensa （页面存档备份，存于） S.M. el Rey preside la entrega a la Armada del mayor buque de su historia
3. ↑  .   [2013-01-07]. （原始内容存档于2014-11-05）.
4. 1 2  .   [2013-01-07]. （原始内容存档于2012-03-20）.
5. ↑  . 納凡蒂瓦. 2013-12-27  [2015-05-11]. （原始内容存档于2018-07-30） （英语）.
6. ↑  . NavyRecognition. 2015-01-04  [2015-05-11]. （原始内容存档于2021-02-10） （英语）.
7. ↑  . DefenseNews. 2015-05-10  [2015-05-11] （英语）.

1. ↑  揚陸艦任務
2. ↑  本型號第8艘才改用CODLOG
3. ↑  本型號第一批次，即第3艘開始恢復塢艙結構後才具備兩艘LCAC或1艘LCU運作機能
4. ↑  澳洲皇家海軍的阿德萊德號兩棲突擊艦、坎培拉號兩棲突擊艦和土耳其海军的阿纳多卢号两栖攻击舰。
5. ↑  埃及海軍的賈邁勒·阿卜杜勒·納賽爾號兩棲突擊艦

## 外部連結
- Official Web-site of the Spanish Navy (in Spanish) with information about the "Buque de Proyección Estratégica" （页面存档备份，存于）
- Digital renderings of the finished vessel （页面存档备份，存于）
- (JPEG).   [2008-02-25].[永久]
- 41 photographs Juan Carlos I (L61) launch in Revista Naval (Spanish) （页面存档备份，存于）